# Koszary (Ostrowiec Świętokrzyski)
Koszary (dawn. Koszary Denkowskie) – osiedle samorządowe Ostrowca Świętokrzyskiego położone w jego północno-wschodniej części. Włączone w granice miasta 29 września 1954, wcześniej wieś.
Przez osiedle przebiega  czerwony szlak rowerowy im. Mieczysława Radwana.
W Koszarach znajdują się Publiczna Szkoła Podstawowa nr 12 im. Jana Pawła II oraz kościół św. Jana Pawła II.

## Historia
Kąty Denkowskie w latach 1867–1954 należały do gminy Bodzechów (w parafii Denków) w powiecie opatowskim w guberni kieleckiej. Słownik geograficzny Królestwa Polskiego z lat 80. XIX w. podaje, że Koszary miały 16 domów, 106 mieszkańców, 16 mórg ziemi włościańskiej i 1 morgę ziemi dworskiej.
W II RP przynależały do woj. kieleckiego, gdzie 2 listopada 1933 weszły w skład gromady o nazwie Koszary Denkowskie w gminie Bodzechów, składającą się ze wsi Koszary, osiedla Koszary Denkowskie, osiedla Kąty Denkowskie i osiedla Piaski Denkowskie.
Podczas II wojny światowej włączone do Generalnego Gubernatorstwa (dystrykt radomski, powiat opatowski), nadal jako gromada w gminie Bodzechów (już bez Kątów, które usamodzielniły się), licząca 1134 mieszkańców.
Po wojnie w województwa kieleckim, jako jedna z 16 gromad gminy Bodzechów w powiecie opatowskim.
29 września 1954 Koszary Denkowskie wyłączono z gminy Bodzechów i włączono do Ostrowca Świętokrzyskiego.

## Zasięg terytorialny
Osiedle obejmuje następujące ulice: Bałtowska (nieparzyste numery 117-395 i parzyste 224-448), Boczna, Dębowa, Jeżewskiego Stanisława, Kąty Denkowskie, Kopalniana, Milewskiego Jana, Nadkoszary, Niecała, Ptasia, Rozległa, Skośna, Słodowa, Stawki Denkowskie, Sucha, Świerkowa, Zapłocie i Zbożowa.